# Leonhard Hora
Leonhard Hora (geboren am 3. März 1897 in Groß-Strehlitz; gestorben am 3. Januar 1946 in Berlin) war ein deutscher völkischer und antisemitischer Schriftsteller und Rundfunkjournalist.

## Leben
Hora studierte nach dem Besuch der Mittelschule Philosophie an der Universität Breslau. 1915 war er Soldat an der Balkanfront. Nach dem Krieg Behördenangestellter und Schriftsteller, war er nach 1925 mehrere Jahre lang ehrenamtlicher Feuilletonschriftleiter des „Schlesischen Beobachter“, der ersten nationalsozialistischen Wochenzeitung Schlesiens. Ab 1934 arbeitete er am Reichssender Breslau. 

## Werke
- Spielmannsklänge. Schlichte Akkorde. A. Kleinert & Söhne, Breslau 1926.
- Der Anti-Christ, Antijüdische Gedichte. Anti-Verlag, Danzig 1927.
- Jenseits der grauen Tage. Nachtbuchblätter. Gedichte. F. Fink, Weimar 1928.
- Stunden der Einsamkeit. Gedichte. F. Fink, Weimar 1930.
- Kantate der Arbeit. Gedichte. Breslau 1934.
- Zwischen Nacht und Morgenglanz. Neue Gedichte und Studienblätter. Völkischer Verlag Uttikal, Breslau 1934.
- Dreiklang der Heimat. Blätter für die schlesische Jugend. Oehmigke, Berlin 1937.
- Der Tag steigt herauf. Gedichte. Breslau 1937.
- Herzschlag der Wirklichkeit. Gedichte. Breslau 1937.

Herausgeber:
- Schlesische Dichterworte. Fritzsche, Breslau 1935.